# 山本裕介
山本 裕介（やまもと ゆうすけ、1966年10月24日- ）は、日本の男性アニメーション演出家、アニメーション監督。島根県出身。日大芸術学部映画学科卒業。同姓同名で山本裕介から表記を変えた、アニメーター、アニメーション監督の山本ゆうすけとは別人。

## 来歴
学生時代にりんたろうが演出した作品や『聖戦士ダンバイン』等のアニメーションを視聴したことで演出家の仕事に興味を持ち、サンライズで制作進行から演出家に転向した人物が多いということを知り同社に入社。そこで出会ったアニメ監督の井内秀治に師事し、井内の会社リード・プロジェクトに移籍後に演出家デビュー。
独立後、OVA『マスターモスキートン』に演出チーフとして参加。最初は監督を打診されたが自信がなかったため演出チーフを引き受けたものの、監督をやっているのと変わらないくらい仕事が忙しいうえ、演出チーフの自分が指示するのと監督が指示するのではスタッフのモチベーションが違うことに気づいた山本が「本当にやりたい演出をするためには監督にならなければいけない」と決意、成年向けOVA『御先祖賛江』で監督デビューを果たす。2001年『しあわせソウのオコジョさん』にてテレビシリーズ初監督。『ケロロ軍曹』では初代監督を務めた。
近年ではエイトビットにて、『アクエリオンEVOL』『ヤマノススメ』『ワルキューレ ロマンツェ』『少年メイド』『ナイツ&マジック』の監督を務めている。
アニメ業界に入って特に影響を受けた人物として、師匠の井内と『機動戦士Vガンダム』の現場で指導を受けた富野由悠季の両名を挙げている。

## 作風
作品にリスペクトしている作品のパロディーを入れることが多い。

## 参加作品

### 監督作品
1998年
- 御先祖賛江（OVA、-1999年、監督）※18禁

2001年
- しあわせソウのオコジョさん（-2002年、監督・絵コンテ・演出）

2004年
- ケロロ軍曹（-2011年、監督（1st/2ndシーズン）・絵コンテ・演出）
- サクラ大戦 ル・ヌーヴォー・巴里（OVA、-2005年、監督）

2006年
- N・H・Kにようこそ!（監督・絵コンテ・演出）

2007年
- ナイトウィザード The ANIMATION（監督・絵コンテ・演出）

2010年
- B型H系（監督・絵コンテ・演出）

2012年
- アクエリオンEVOL（監督・絵コンテ）

2013年
- ヤマノススメ（監督・脚本（全話）・絵コンテ（全話）・演出）
- ワルキューレ ロマンツェ（監督・絵コンテ）

2014年
- ヤマノススメ セカンドシーズン（監督・シリーズ構成・音響演出・絵コンテ・演出）

2016年
- 少年メイド（監督）

2017年
- ナイツ&マジック（監督・絵コンテ）
- ヤマノススメ おもいでプレゼント（OVA、監督）

2018年
- ヤマノススメ サードシーズン（監督・シリーズ構成・音響演出）

2020年
- 推しが武道館いってくれたら死ぬ（監督・絵コンテ・演出）

2022年
- ヤマノススメ Next Summit（監督・シリーズ構成）

2023年
- SYNDUALITY Noir（監督・絵コンテ）

### 絵コンテ・演出など

#### テレビアニメ
1989年
- 魔動王グランゾート（-1990年、制作進行）

1992年
- らんま1/2 熱闘編（絵コンテ・演出）
- ママは小学4年生（絵コンテ・演出）

1993年
- 剣勇伝説YAIBA（絵コンテ・演出）
- 機動戦士Vガンダム（-1994年、絵コンテ・演出）

1994年
- ヤマトタケル（絵コンテ・演出）

1995年
- 闘魔鬼神伝ONI（絵コンテ・演出）

1996年
- 勇者指令ダグオン（絵コンテ）
- VS騎士ラムネ&40炎（絵コンテ・演出）

1998年
- 超魔神英雄伝ワタル（絵コンテ・演出）
- 発明BOYカニパン（-1999年、絵コンテ・演出）

1999年
- 超発明BOYカニパン（絵コンテ・演出）
- 星方天使エンジェルリンクス（絵コンテ・演出）
- アークザラッド（絵コンテ）
- セラフィムコール（絵コンテ・演出）
- ビックリマン2000（-2000年、絵コンテ・演出）

2000年
- ヴァンドレッド（演出）

2001年
- ジーンシャフト（絵コンテ）
- 地球少女アルジュナ（演出）
- Dr.リンにきいてみて!（-2002年、絵コンテ・演出）
- 電脳冒険記ウェブダイバー（-2002年、絵コンテ・演出）

2002年
- OVERMANキングゲイナー（-2003年、絵コンテ・演出）
- 灰羽連盟（絵コンテ）

2003年
- 真・女神転生Dチルドレン ライト&ダーク（絵コンテ）
- ふたつのスピカ（-2004年、絵コンテ・演出）

2004年
- SDガンダムフォース（絵コンテ・演出）

2007年
- 大江戸ロケット（絵コンテ）
- ロミオ×ジュリエット（絵コンテ）

2008年
- 全力ウサギ（絵コンテ）
- スキップ・ビート!（絵コンテ）

2009年
- 宙のまにまに（絵コンテ）
- キディ・ガーランド（絵コンテ）

2011年
- IS 〈インフィニット・ストラトス〉（絵コンテ）

2012年
- 武装神姫（絵コンテ）

2013年
- THE UNLIMITED 兵部京介（絵コンテ）
- 神のみぞ知るセカイ 女神篇（絵コンテ）

2014年
- ラブライブ! 第2期（絵コンテ）

2015年
- アブソリュート・デュオ（絵コンテ）
- 暁のヨナ（絵コンテ）
- グリザイアの楽園（絵コンテ）
- わかば*ガール（絵コンテ）
- ゆるゆり さん☆ハイ!（絵コンテ）
- コメット・ルシファー（絵コンテ）

2016年
- 霊剣山 星屑たちの宴（ED絵コンテ）

2017年
- ひなこのーと（絵コンテ）

2021年
- 転生したらスライムだった件 転スラ日記 （絵コンテ・演出）

2024年
- ラブライブ!スーパースター!! （絵コンテ）

2025年
- 遊☆戯☆王ゴーラッシュ!!（絵コンテ）

#### 劇場アニメ
1991年
- らんま1/2 中国寝崑崙大決戦! 掟やぶりの激闘篇!!（絵コンテ・演出）

2011年
- 劇場版 マクロスF 恋離飛翼 〜サヨナラノツバサ〜（絵コンテ）

#### OVA
1996年
- BURN-UP W（絵コンテ・演出）
- マスターモスキートン （-1997年、演出チーフ）